# Indonesian Television Awards
Indonesian Television Awards (ITA) − nagrody przyznawane corocznie przez Media Nusantara Citra, honorujące wybrane osiągnięcia w indonezyjskim przemyśle telewizyjnym. Ceremonia Indonesian Television Awards należy do najważniejszych wydarzeń indonezyjskiego przemysłu rozrywkowego, obok Anugerah Musik Indonesia i Festival Film Indonesia.
Pierwsze Indonesian Television Awards zostały rozdane w 2016 roku.